# Kultura almerska
Kultura almerska – kultura neolityczna i eolityczna wschodniego wybrzeża Hiszpanii. Jej nazwa pochodzi od andaluzyjskiego miasta Almería (Hiszpania).
W kulturze almerskiej rozwijały się rolnictwo, hodowla i myślistwo. Posługiwano się narzędziami kamiennymi oraz drobnymi narzędziami miedzianymi. 
Przy pochówku tworzono groby jamowe.